# Лебрен, София
Софи́я Лебре́н (нем. Sophie Lebrun), в замужестве Дю́лькен (Dülken или Dülcken; 20 июня 1781, Лондон — 23 июля 1863, Мюнхен) — немецкая пианистка и композитор (её сочинения утрачены). Дочь гобоиста Людвига Августа и певицы Франциски Лебрен, старшая сестра Розины Лебрен.
Среди учителей Софии были Юстин Генрих Кнехт и Андреас Штрейхер (фортепиано), Йозеф Шлетт (Joseph Schlett, 1764—1836; гармония) и её дядя по матери Франц Данци (пение). Способности к игре на фортепиано проявились у неё рано. Выступала с концертами в Швейцарии, Италии и Париже. Вебер, Шпор и Мейербер упоминают её в своих письмах. Выступления Софии в Мюнхене в 1807—1813 годах освещались во «Всеобщей музыкальной газете». Среди прочего она играла произведения Штейбельта и Дусика.
София сочинила несколько сонат и концертов, но они не были опубликованы (о чём Липовский высказывал сожаление) и ныне утрачены. Её дядя Франц Данци посвятил ей свой единственный фортепианный концерт (Ми-бемоль мажор, P. 229), который был впервые исполнен в 1800 году в Мюнхене самой Софией.

## Семья
- Муж — Иоганн Людвиг Дюлькен (1761—1836; свадьба состоялась 18 апреля 1799 года[2]), баварский изготовитель фортепиано. Дети:
  - Теобальд (1800—1882), женился на пианистке Луизе Давид[нем.] (сестре скрипача Фердинанда Давида)
  - Луиза (1803—1857), замужем за виолончелистом Максом Борером
  - Фанни (1805—1872), замужем за скрипачом Антоном Борером
  - Виоланда (1810—после 1834), концертная певица.
  - Сын.